# Яманхалинский район
Яманхалинский район — единица административного деления Гурьевского округа, существовавшая в 1928—1930 годах.
Яманхалинский район с центром в посёлке Яманхалинский был образован 3 сентября 1928 года в составе Гурьевского округа из Тополинской и частей Кулагинской, Карасамарской и Редутской волостей Гурьевского уезда Уральской губернии.
22 сентября 1930 года Яманхалинский район был упразднён, а его территория вошла в Гурьевский район.